# Новопарафіївська сільська рада
Новопарафії́вська сільська́ ра́да — адміністративно-територіальна одиниця та орган місцевого самоврядування в Кегичівському районі Харківської області. Адміністративний центр — село Нова Парафіївка.

## Загальні відомості
- Новопарафіївська сільська рада утворена в 1932 році.
- Територія ради: 40,872 км²
- Населення ради: 733 особи (станом на 2001 рік)

## Населені пункти
Сільській раді підпорядковані населені пункти:
- с. Нова Парафіївка

## Склад ради
Рада складається з 14 депутатів та голови.
- Голова ради: Догадайло Валентина Степанівна
- Секретар ради: Шурда Тетяна Володимирівна

### Керівний склад попередніх скликань
| Прізвище, ім'я, по батькові    | Основні відомості                                                         | Дата обрання | Дата звільнення |
| ------------------------------ | ------------------------------------------------------------------------- | ------------ | --------------- |
| Коровко Микола Григорович      | Сільський голова, 1961 року народження, член Української Народної Партії  | 26.03.2006   | 10.06.2008      |
| Догадайло Валентина Степанівна | Сільський голова, 1968 року народження, освіта вища, позапартійна         | 30.11.2008   | 31.10.2010      |
| Догадайло Валентина Степанівна | Сільський голова, 1968 року народження, освіта вища, член Партії регіонів | 31.10.2010   |                 |

Примітка: таблиця складена за даними сайту Верховної Ради України

### Депутати
За результатами місцевих виборів 2010 року депутатами ради стали:

#### За суб'єктами висування
| Суб'єкт висування                                       | Кількість обраних депутатів | %    |
| ------------------------------------------------------- | --------------------------- | ---- |
| Партія регіонів                                         | 11                          | 78,6 |
| Політична партія Всеукраїнське об'єднання «Батьківщина» | 3                           | 21,4 |

#### За округами
| № округу                                                | Прізвище, ім'я, по батькові       | Дата визнання обраним | Освіта  | Партійна приналежність | Відомості про обраного депутата                  |
| ------------------------------------------------------- | --------------------------------- | --------------------- | ------- | ---------------------- | ------------------------------------------------ |
| Партія регіонів                                         |                                   |                       |         |                        |                                                  |
| 2                                                       | Петраков Віктор Віталійович       | 04.11.2010            | вища    | член Партії регіонів   | Новопарафіїв-ський НВК, вчитель                  |
| 4                                                       | Догадайло Геннадій Володимирович  | 04.11.2010            | вища    | член Партії регіонів   | ПСП ім. Щорса, головний інженер                  |
| 5                                                       | Колос Ганна Михайлівна            | 04.11.2010            | вища    | член Партії регіонів   | ПСП ім. Щорса, головний бухгалтер                |
| 6                                                       | Климець Тетяна Володимирівна      | 04.11.2010            | середня | член Партії регіонів   | ФП с. Нова Парафіївка, медична сестра            |
| 7                                                       | Маковик Василь Корнілович         | 04.11.2010            | середня | член Партії регіонів   | ПСП ім. Щорса, бригадир будівель-ницької бригади |
| 8                                                       | Шевченко Світлана Іванівна        | 04.11.2010            | вища    | член Партії регіонів   | ПСП ім. Щорса, бухгалтер                         |
| 9                                                       | Кузьменко Валентина Олександрівна | 04.11.2010            | середня | член Партії регіонів   | ПСП ім. Щорса, касир                             |
| 10                                                      | Таран Сергій Олексійович          | 04.11.2010            | середня | член Партії регіонів   | ПСП ім. Щорса, водій                             |
| 11                                                      | Пихов Микола Васильович           | 04.11.2010            | вища    | член Партії регіонів   | ПСП ім. Щорса, завідую-чий автога-ражем          |
| 12                                                      | Воронцова Олена Володимирівна     | 04.11.2010            | вища    | позапартійна           | Новопарафіїв-ський НВК, директор                 |
| 13                                                      | Конотоп Віталій Анатолійович      | 04.11.2010            | середня | член Партії регіонів   | ПСП ім. Щорса, завід. складом                    |
| Політична партія Всеукраїнське об'єднання «Батьківщина» |                                   |                       |         |                        |                                                  |
| 1                                                       | Коровко Надія Олексіївна          | 04.11.2010            | вища    | позапартійна           | Новопарафіїв-ський НВК, вчитель                  |
| 3                                                       | Шурда Тетяна Володимирівна        | 04.11.2010            | вища    | позапартійна           | ПСП ім. Щорса, інженер по охороні праці          |
| 14                                                      | Таран Олена Василівна             | 04.11.2010            | вища    | позапартійна           | ФОП Кулічковський, прода-вець                    |